# 大城 (大字)
大城，原稱為大城厝，是臺灣彰化縣大城鄉的一個傳統地域名稱，也是全鄉行政中心所在地，位於該鄉中部偏東。相較於今日行政區，其範圍大致包括東城村、大城村、西城村、永和村東北部、山腳村西北端。

## 歷史
台灣清治末期至日治初期，大城地區為一街庄，稱為「大城厝庄」，隸屬於深耕堡。該庄東北與魚藔庄為鄰，東與頂山腳庄為鄰，南邊為下山腳庄，西南邊一小段與公館庄為界，西邊及西北邊為山藔庄。。
1901年（日治明治三十四年）11月，全台廢縣廳改設二十廳，該庄隸屬於彰化廳。1903年（明治三十六年）6月，該庄編入「大城厝區」，隸屬於彰化廳。1909年（明治四十二年）10月，合併二十廳為十二廳，大城厝區改隸屬於臺中廳。1920年（大正九年），廢廳、支廳、區、街庄（舊制）改設州、郡、街庄（新制）、大字，該庄改制並改名為「大城」大字，隸屬於臺中州北斗郡大城庄。
戰後大城庄改制為大城鄉，隸屬於臺中縣，大字亦改制為村。1950年10月，中、彰、投分治，大城鄉改隸屬彰化縣。

## 聚落
本地區發展較早的聚落為大城厝、安東藔，在日治期初期的官方地圖上已有記載。

## 交通
縣道143號（東平路、北平路、中平路）是漢寶至大城的道路，大致以東北—西南走向由大城地區東北部邊界入境後，至本地區中部大城聚落中央偏東北的縣道152號左側路口轉西北西與其共線，至中平路路口轉南南西，經縣道152號右側路口後獨行，其後轉南微西以至出境。由該道路向東北可前往魚寮、中西、二林市區、山寮西部、舊趙甲西部、草湖、漢寶並止於省道台17線路口，向南微西可前往下山腳並止於下山腳堤防道路路口。
縣道152號（南平路、中平路、北平路）是大城鄉公館至名間的道路，大致以西北西—東南東走向由本地區西部邊界入境後蜿蜒而行，於大城聚落西南側經鄉道彰159-1線路口後轉東北東，至縣道143號右側路口後轉北北東與其共線，至北平路路口轉東南東，經縣道143號左側路口後蜿蜒獨行以至於本地區東部邊界出境。由該道路向西北西可前往山寮、山寮與公館交界地帶、公館與西港交界地帶並止於省道台17線路口，向東南東轉東可前往竹塘、埤頭南部、溪州、二水、名間等地。
鄉道彰159線（南平路、北五路）是外五間厝至下牛稠的道路，大致以西北西—東南東走向與縣道152號共線由本地區西部邊界入境後，立即轉南南西獨行並接近本地區西部邊界南側，其後與本地區南部邊界西側出境。由該道路向西北西轉北北東獨行後可前往山寮北部的菜寮聚落、外五間寮、外五間寮與三塊厝交界地帶並止於鄉道彰158-1線路口，向南南西可前往公館與下山腳交界地帶、公館與下牛稠交界地帶、下牛稠並止於海墘堤防道路路口。
鄉道彰159-1線（西勢路、東勢路）是菜寮至下山腳的道路，大致以北北西—南南東走向由本地區西北部邊界入境後，轉東微南進入大城聚落後轉南蜿蜒而行，至路底轉東南東，至東勢路路口轉南南西，經縣道152號路口後出聚落，其後轉南南東至本地區南部中央偏西凸出部分的東側邊界，沿邊界而行並轉南，經鄉道彰160線路口後不遠處出境。由該道路向北北西可前往山寮北部的菜寮聚落並止於鄉道彰159線路口，向南可前往下山腳並止於縣道143號路口。
鄉道彰160線是海邊至下山腳的道路，大致以西北西—東南東走向轉西北—東南走向再轉西北西—東南東走向經過本地區西南部凸出部分的南側邊界地帶，並與鄉道彰159-1線交會於該路段最東側。由該道路向西北西可前往下山腳西北端、下山腳與公館交界地帶、公館、頂海墘厝、頂海墘厝與西港交界地帶、下海墘厝西北部並止於大城南段海堤道路路口，向東南東可前往下山腳的頂庄聚落並止於縣道143號路口。
鄉道彰164線（南平路、廍仔巷）是大城至尤厝的道路，其西側端點位於大城聚落中央偏南的縣道143號、縣道152號共線路口。由此向東南東蜿蜒而行，至本地區東部邊界地帶沿邊界行一段路並轉東南，出境後至頂山腳聚落北側轉北北東再轉東南東可前往頂山腳地區南部、尤厝聚落並止於鄉道彰167線路口。
鄉道彰166線（潭墘路）是大城至九塊厝的道路，其西側端點位於大城聚落南郊的縣道143號路口。由此向東南沿本地區南部邊界東段地帶而行，出境後可前往頂山腳西南端、潭墘、尤厝東南部、九塊厝並止於縣道152號（東陽路二段）路口。